# Ophiorrhiza macrodonta
Ophiorrhiza macrodonta är en måreväxtart som beskrevs av Hsien Shui Lo. Ophiorrhiza macrodonta ingår i släktet Ophiorrhiza och familjen måreväxter. Inga underarter finns listade i Catalogue of Life.